# Richard Keogh
Richard John Keogh (Harlow, 1986. augusztus 11.) angol születésű ír válogatott labdarúgó, aki jelenleg a Derby County játékosa.

## Sikerei, díjai
- Bristol City
  - Az Év fiatal játékosa: 2006–07
- Carlisle United
  - Az Év játékosa: 2009–10
- Coventry City
  - Az Év játékosa: 2011–12
  - Az Év játékosa (játékosok szerint): 2010–11, 2011–12
- Derby County
  - Az Év játékosa: 2012–13, 2015–16
  - Az Év játékosa (játékosok szerint): 2012–13
  - Supporters' Player of the Year: 2012–13
  - PFA Championship Team of the Year: 2014-15